# Nikolaï Nikolaïevitch Zoubov
Pour les articles homonymes, voir Nikolaï Zoubov et Zoubov.
Nikolaï Nikolaïevitch Zoubov (en russe : Николай Николаевич Зубов) (Lipcani, Bessarabie, 11 mars 1885 - Moscou, 11 novembre 1960) est un officier de marine, ingénieur, géographe, océanographe et explorateur polaire russe.

## Biographie
Fils d'un officier de cavalerie, il fait ses études à Saint-Pétersbourg et décide à 16 ans de devenir officier de marine. En 1901, il entre dans le Corps des cadets de la Marine et en 1904, participe comme aspirant à la Guerre russo-japonaise. Il se distingue à la Bataille de Tsushima où il est gravement blessé. Il est à son retour décoré de l'Ordre de Saint-Stanislas et de l'Ordre de Sainte-Anne.
En 1910, il obtient un diplôme d’hydrographie par l'Académie de Marine et participe à une expédition en Nouvelle-Zemble (1912). En 1914, il reçoit une diplôme d'océanographie lorsqu'éclate la Première Guerre mondiale. Il est alors nommé capitaine et commande un destroyer en mer Baltique. Lieutenant de vaisseau, il commande en octobre 1915 un sous-marin Classe Kaïman et capture un paquebot allemand. Il est de nouveau décoré de l'Ordre de Sainte-Anne et est promu en décembre 1915, capitaine de second rang.
Lieutenant-colonel puis rapidement promu amiral lors de la Révolution d'Octobre, il est exilé en 1924 à Tcherdyne où il reste quatre années. Arrêté en 1930, il est emprisonné à la Boutyrka.
En 1931, il est nommé à la tête d'une expédition océanographique russe lors de la deuxième Année polaire internationale et en 1932 contourne par le nord l'Archipel François-Joseph où il démontre que les îles Eva de Fridtjof Nansen sont une seule et même île, l'île Eva-Liv.
En 1935, il participe à l'expédition de Gueorgui Ouchakov en Arctique sur un brise-glace où il récolte une importante collection d'organismes, de sédiments et d'échantillons marins.
Docteur en sciences géographiques (1937), il publie de nombreuses études et une thèse sur l'Arctique. En 1939, il voyage en mer de Kara et devient chef d’état-major en Arctique lors de la Seconde Guerre mondiale. En 1943, il est nommé directeur-adjoint de la Direction générale de la route maritime du Nord puis, en 1944, chef de l'Institut fédéral océanographique Zoubov et en 1945, reçoit le titre d'ingénieur-amiral.
Professeur d'hydrologie à l'université d'État de Moscou (1948), il est nommé, en 1953, ministre de l'Océanographie, mais refuse la fonction. Il reste professeur jusqu'à sa mort en 1960.
Il est inhumé au cimetière de Novodevitchi à Moscou.

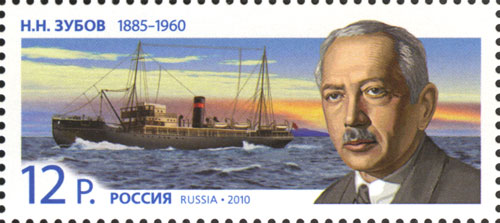
Timbre hommage à Zoubov

## Publications
- Курс тактической навигации (Cours de navigation tactique), 1916
- Батиметрическая карта Баренцова, Карского и Белого морей (Carte bathymétrique de la mer de Barents, de Kara et de la mer Blanche), 1924
- К вопросу о происхождении промежуточного холодного слоя в полярных водах (Sur l'origine de la couche intermédiaire dans les eaux polaires), 1924
- К вопросу о вентиляции придонных вод моря (Sur la ventilation des eaux du fond de la mer), 1924
- Гидрологические работы Морского научного института в юго-западной части Баренцова моря летом 1928 г. на э/с «Персей» ( Travail hydrologique de l'Institut de recherche marine dans la partie sud-ouest de la mer de Barents pendant l'été 1928 sur le Persée), 1932
- Элементарное учение о приливах в море (Enseignement primaire sur les marées), 1933
- Динамический метод обработки океанологических наблюдений (Méthode dynamique de traitement des observations océanographiques), 1935
- Морские воды и льды (L'eau de mer glacée), 1938
- Динамическая океанология (Dynamique Océanologie), 1947
- Седовцы (Sedovtsy), 1940
- Льды Арктики (Les glaces de l'Arctique), 1945
- В центре Арктики. Очерки по истории исследования и физической географии Центральной Арктики (Dans le centre de l'Arctique. Essai sur l'histoire de la recherche et de la géographie physique de l'Arctique central), 1948
- Отечественные мореплаватели — исследователи морей и океанов (Des explorateurs russes), 1954
- Избранные труды по океанологии (Documents sur l'océanographie), 1955
- Основы учения о проливах Мирового океана (Les fondamentaux des détroits des océans), 1956
- Динамический метод вычисления элементов морских течений (Méthode dynamique de calcul des éléments de courants marins), 1956 (avec Oleg Ivanovich Mamayev
- Океанологические таблицы(Tables océanographiques), 1957
- Вычисление уплотнения при смешении морских вод (Calcul de la contraction sur le mélange des eaux marines), 1958 (avec KD Sabinin).

## Hommages
Un navire océanographique expéditionnaire Nicolai Zoubov, un navire de recherche Professeur Zoubov arctique et antarctique ont été nommés en son honneur ainsi qu'un cap de la Nouvelle-Zemble et une baie de la Mer de Mawson.

## Récompenses
- Ordre de Saint-Stanislas
- Ordre de Sainte-Anne
- Ordre de la Guerre patriotique
- Médaille pour la défense du Transarctique Soviétique
- Médaille du mérite (1960)